# 泉州公交微2路
泉州公交微2路，全称为泉州微循环公交2路线。是中华人民共和国泉州市境内的一条公共交通线路，全程7.6公里。起讫点为华侨大学首末站至同兴街，运营时间为华侨大学首末站7:00-18:30、同兴街7:24-18:54

## 历史
- 2021年12月2日，泉州市交通运输局批复泉州公交集团关于开通微2路的请示。[2]
- 2021年12月22日，泉州市发改委批复微2路票价规则。[3]
- 2021年12月31日，微2路正式开通。初期运营区间为海峡体育中心首末站-五中城东校区，初期运营时间为双向7:00-18:30，票价¥1/人。使用车辆为2部金旅XML6606JEVA0C1型空调电动巴士。[4]同时，因丰海路金庄街至青莲街段路面改造施工封闭禁止左转，微2路往海峡体育中心首末站方向单边取消停靠体育街口站，改为途径安吉路至瑞泰街后原线行驶。
- 2022年3月16日，因疫情防控要求暂停中心市区范围内所有公交线路运营。微2路自当日首班起暂停运营至4月17日。[5]
- 2022年4月18日，微2路恢复运营。[6]
- 2022年6月28日，微2路往海体方向恢复途径体育街口站。[7]
- 2022年12月15日，自该日起微2路正式实行定点发车制度，发车时间调整为海峡体育中心首末站7:00、7:30、8:10、8:50、9:30、10:20、11:10、12:00、12:50、13:40、14:30、15:20、16:10、16:50、17:40、18:30；五中城东校区7:00、7:30、8:10、8:50、9:30、10:10、10:50、11:50、12:40、13:30、14:20、15:10、16:00、16:50、17:40、18:30发车，其它不变。[8]
- 2023年1月18日，因优化调整，自该日起微2路取消途径海峡体育中心首末站、瑞泰街、丰海路、埭头站、毓才街、五中城东校区，南端终点改为至同兴街始发终到。北端改为途径欣莲路、美仙路、青莲街、浔江路、浔丰路、迎晖路、城东街、北迎宾大道至华侨大学首末站始发终到。运营时间调整为华侨大学首末站7:00-18:30、同兴街7:24-18:54。同日，微2路接手并增加自X3路退下的2部XML6606JEVA0C1，配车数增加至4部。[9][10]

## 站点
| 路线 | 路线 | 路线 | 所在地区、街道 | 所在地区、街道          | 站点名                   | 备注                |
| ---- | ---- | ---- | -------------- | ----------------------- | ------------------------ | ------------------- |
|      |      |      | 丰泽区         | 城华北路 （北迎宾大道） | 华侨大学首末站           | 起讫站              |
|      |      |      | 丰泽区         | 城华北路 （北迎宾大道） | 火烧桥                   | ↓ 华大电商园        |
|      |      |      | 丰泽区         | 城华北路 （北迎宾大道） | 华侨大学                 | ↓                   |
|      |      |      | 丰泽区         | 城东街                  | 城东中学                 |                     |
|      |      |      | 丰泽区         | 城东街                  | 体育中心北四门           |                     |
|      |      |      | 丰泽区         | 城东街                  | 海峡体育中心北门         |                     |
|      |      |      | 丰泽区         | 安吉路                  | 海峡体育中心             | 一院城东分院        |
|      |      |      | 丰泽区         | 体育街                  | 体育街东段               |                     |
|      |      |      | 丰泽区         | 迎晖路                  | 丰泽第三实验小学城东校区 | 招呼站              |
|      |      |      | 丰泽区         | 通源街                  | 水墨芳林（招呼站↓）      | 汇景豪庭（招呼站↑） |
|      |      |      | 丰泽区         | 通源街                  | 世界城西南门             |                     |
|      |      |      | 丰泽区         | 通源街                  | 虎都                     | 招呼站              |
|      |      |      | 丰泽区         | 通源街                  | 东方花园城               |                     |
|      |      |      | 丰泽区         | 浔丰路                  | 城东街道社区卫生服务中心 | 招呼站              |
|      |      |      | 丰泽区         | 浔江路                  | 浔江路                   | 招呼站              |
|      |      |      | 丰泽区         | 东辅路                  | 东辅路中段               |                     |
|      |      |      | 丰泽区         | 美仙路                  | 美仙路                   |                     |
|      |      |      | 丰泽区         | 欣莲路                  | 万璟城北区               | ↓ 招呼站            |
|      |      |      | 丰泽区         | 同兴街                  | 同兴街                   | 起讫站              |

## 票价
微2路计价方式为一票制，票价¥1.0。
- 泉通卡普通卡9折，月票卡、敬老卡、爱心卡优惠有效
- 可使用泉城通APP及支付宝、云闪付、微信乘车码支付

## 配车
微2路配车数总计4部，其中：
- 金旅XML6606JEVA0C1  4部

- 金旅XML6606JEVA0C1
（2021.12 - ）

## 相关
- 泉州公交线路列表